# BYD e6
BYD e6 — электромобиль-компактвэн, выпускаемый с 2009 года китайской компанией BYD.

## Первое поколение (2009—2021)
При разработке BYD e6 компания опиралась на Honda Odyssey. Испытания автомобиля начались в мае 2010 года в Китае. Всего было задействовано 40 такси.
Продажи автомобиля начались в октябре 2011 года. В разное время автомобиль продавался в Китае, Индонезии, Колумбии, Бельгии, США, Нидерландах и Великобритании. По состоянию на декабрь 2016 года, в Китае было продано 34862 единицы.
В 2020 году продажи автомобиля начались в Австралии.

### Галерея
- Вид спереди
- Вид сзади
- BYD e6 в Чикаго
- Такси в Канаде
- Интерьер
- Такси в Шэньчжэне
- Автомобиль полиции
- Такси в Гонконге
- BYD e6 в Лондоне
- BYD e6 в Чикаго

## Второе поколение (2021 — настоящее время)
BYD e6 второго поколения выпускается на базе BYD Song Max, при этом отличается от базовой модели переработанной передней частью с использованием языка дизайна Dragon Face, что привело к увеличению длины и высоты. Модель оснащается аккумуляторами BYD Blade и электродвигателями мощностью 94 л. с. Модель продаётся в Сингапуре, Австралии, Гонконге, Таиланде, Непале и Индии.

### Галерея
- Вид спереди
- Вид сзади